# Юджийн Гарфийлд
Юджийн Гарфийлд, кратко Джийн Гарфийлд, е американски учен, сред основателите на библиометрията и наукометрията.

## Биография
Роден е на 16 септември 1925 година в Ню Йорк, САЩ. Получава докторска степен по структурна лингвистика в Пенсилванския университет през 1961 г.
Гарфейлд основава Института за научна информация (ИНИ) във Филаделфия, Пенсилвания. ИНИ днес е основна част на научното подразделение на компанията „Томсън Ройтерс“.
Участва в създаването на много иновативни библиографски продукти като „Текущи съдържания“ (Current Contents), „Индекс на научни цитирания“ (Science Citation Index, SCI) и други индекси на цитирания, както и списанието „Доклади за цитирания на списания“ (Journal Citation Reports) и „Индекс Кемикъс“ (Index Chemicus).
Той е основател, редактор и издател на списанието за новини за учените „Сайънтист“ (The Scientist). Пуска на пазара през 2007 г. софтуерния пакет HistCite, програма за библиометричен анализ и визуализация.